# Santa Monica (California)
Santa Monica è un comune (city) degli Stati Uniti d'America nello Stato della California nella contea di Los Angeles. La popolazione era di 89 736 abitanti al censimento del 2010. Situata sulla baia di Santa Monica, è circondata da tre lati della città di Los Angeles, ossia da Pacific Palisades a nord, da Brentwood a nord-est, da Sawtelle ad est, da Mar Vista a sud-est e da Venice a sud.
Per il suo piacevole clima, Santa Monica divenne una famosa località turistica all'inizio del XX secolo. La città ha vissuto un boom dalla fine degli anni ottanta attraverso la rivitalizzazione del suo nucleo centrale, una crescita significativa del lavoro e un aumento del turismo. Il molo di Santa Monica (Santa Monica Pier) rimane una destinazione popolare.

## Geografia fisica
Secondo lo United States Census Bureau, ha un'area totale di 8,42 mi² (21,81 km²).

## Storia
Santa Monica fu per lungo tempo abitata dalla tribù dei Tongva. Santa Monica era chiamata Kecheek nella lingua tongva.
Il primo non nativo a mettere piede nell'area fu l'esploratore Gaspar de Portolá, che si accampò vicino all'incrocio attuale tra Barrington e Ohio Avenues il 3 agosto 1769. Diede questo nome alla città in onore di Santa Monica, ci sono due diverse fonti da dove potrebbe derivare il nome della città. Si dice che prenda questo nome in onore della festa di Santa Monica (madre di Sant'Agostino), ma la sua festa è il 27 agosto.
Un'altra versione dice che Juan Crespi era alle Kuruvungna Springs (oggi Serra Springs), e che le sorgenti gli ricordavano le lacrime di Sant'Agostino per la morte di sua madre, Santa Monica. Più verosimilmente fu il contrario e cioè che le lacrime versate furono quelle di Santa Monica nei riguardi del figlio a causa della sua vita dissoluta e che, accompagnate da un'incessante preghiera, portarono alla conversione del marito e di Agostino (si vedano a tal proposito le Confessioni).
Negli anni 1870, la ferrovia Los Angeles and Independence Railroad collegò Santa Monica con Los Angeles, e un molo fu costruito nella baia. Il primo municipio era un modesto edificio di mattoni nel 1873, poi una birreria, e ora parte dell'ostello Santa Monica. È la più antica struttura della città. Nel 1885 fu costruito il primo hotel della città, il Santa Monica Hotel.
I moli di divertimento divennero enormemente popolari nei primi decenni del XX secolo e l'estesa ferrovia Pacific Electric Railroad portò persone alle spiagge della città da tutta l'area metropolitana di Los Angeles.
Intorno all'inizio del XX secolo, una popolazione crescente di asioamericani si stabilì a Santa Monica e Venice nei loro dintorni. Un villaggio di pescatori giapponesi era vicino al Long Wharf mentre una piccola comunità di cinesi viveva o lavorava a Santa Monica e Venice. Le due minoranze etniche erano spesso viste dai bianchi, spesso disposti verso i giapponesi, ma condiscendenti verso i cinesi. I pescatori del villaggio giapponese erano una parte economica integrante della comunità della baia di Santa Monica. Il beach volley si pensa che venne sviluppato da Duke Kahanamoku a Santa Monica durante gli anni 1920.
Donald Wills Douglas costruì una fabbrica nel 1922 al Clover Field (aeroporto di Santa Monica) per la Douglas Aircraft Company. Nel 1924, quattro aerei costruiti da Douglas partirono da Clover Field per tentare la prima circumnavigazione aerea del mondo. Due aerei tornarono dopo aver coperto 27 553 miglia (44 342 km) in 175 giorni, e furono accolti al ritorno il 23 settembre da una folla di 200 000 persone (una stima generosa). La Douglas Company (più tardi McDonnell Douglas) tenne le strutture in città fino agli anni 1960.
La grande depressione colpì profondamente Santa Monica. Una relazione fornisce occupazione a livello mondiale nel 1933 di appena 1,000. I proprietari degli hotel e degli uffici andarono in bancarotta. Negli anni 1930, la corruzione infettò Santa Monica (insieme con la vicina Los Angeles). La Works Progress Administration contribuì a costruire diversi edifici, in particolare il municipio, l'ufficio postale e il Barnum Hall (auditorium della Santa Monica High School).
L'attività di Douglas crebbe astronomicamente con l'inizio della seconda guerra mondiale, impiegando ben 44 000 persone nel 1943. Per difendersi dagli attacchi aerei, i progettisti della Warner Brothers Studios preparavano elaborati camuffamenti che mascheravano la fabbrica e il campo d'aviazione. La RAND Corporation iniziò un progetto come Douglas Company nel 1945 e fu scorporata in un indipendente think tank il 14 maggio 1948. La RAND venne finalmente acquisita da un campus di 15 acri (61000 m²) tra il centro civico e l'ingresso del molo.
Il completamento dell'autostrada di Santa Monica nel 1966 portò la promessa di una nuova prosperità, anche se a costo di decimare il quartiere di Pico, che era un'enclave di afroamericani nel Westside.

## Monumenti e luoghi d'interesse
L'attrazione turistica principale di Santa Monica, oltre alle spiagge, è il molo (in inglese Santa Monica Pier), costruito nel 1909. Il molo è dotato di ruota panoramica e di tante altre attrazioni.
La città è attraversata dalla Third Street Promenade, l'unica grande via interamente pedonale di tutta l'area di Los Angeles.
Tra gli edifici storici più importanti si segnalano il municipio: il Santa Monica City Hall del 1938 e il primo grattacielo di Santa Monica, il Bay Cities Guaranty Building, un edificio art déco del 1929.

## Società

### Evoluzione demografica
Secondo il censimento del 2010, la popolazione era di 89 736 abitanti.

### Etnie e minoranze straniere
Secondo il censimento del 2010, la composizione etnica della città era formata dal 77,6% di bianchi, il 3,9% di afroamericani, lo 0,4% di nativi americani, il 9,0% di asiatici, lo 0,1% di oceaniani, il 4,5% di altre etnie, e il 4,4% di due o più etnie. Ispanici o latinos di qualunque provenienza erano il 13,1% della popolazione.

## Cultura

### Media
Le spiagge di Santa Monica sono state rese celebri dal telefilm Baywatch.

## Economia
Vi hanno sede due software house di videogiochi appartenenti alla Sony Interactive Entertainment: Naughty Dog e SCE Santa Monica Studio.

## Infrastrutture e trasporti
Il principale collegamento tra Santa Monica e il centro di Los Angeles è costituito dalla Santa Monica Freeway, o Interstate 10, la più grande autostrada est-ovest degli Stati Uniti del Sud e una delle più trafficate di tutti gli Stati Uniti.
La città dispone di un proprio aeroporto civile, l'Aeroporto di Santa Monica, e si trova a poche miglia di distanza dall'Aeroporto Internazionale di Los Angeles.
Di fronte all'Oceano Pacifico, in corrispondenza di Santa Monica, termina la Route 66, la prima grande autostrada americana che la collegava un tempo con Chicago.